# 태양춤

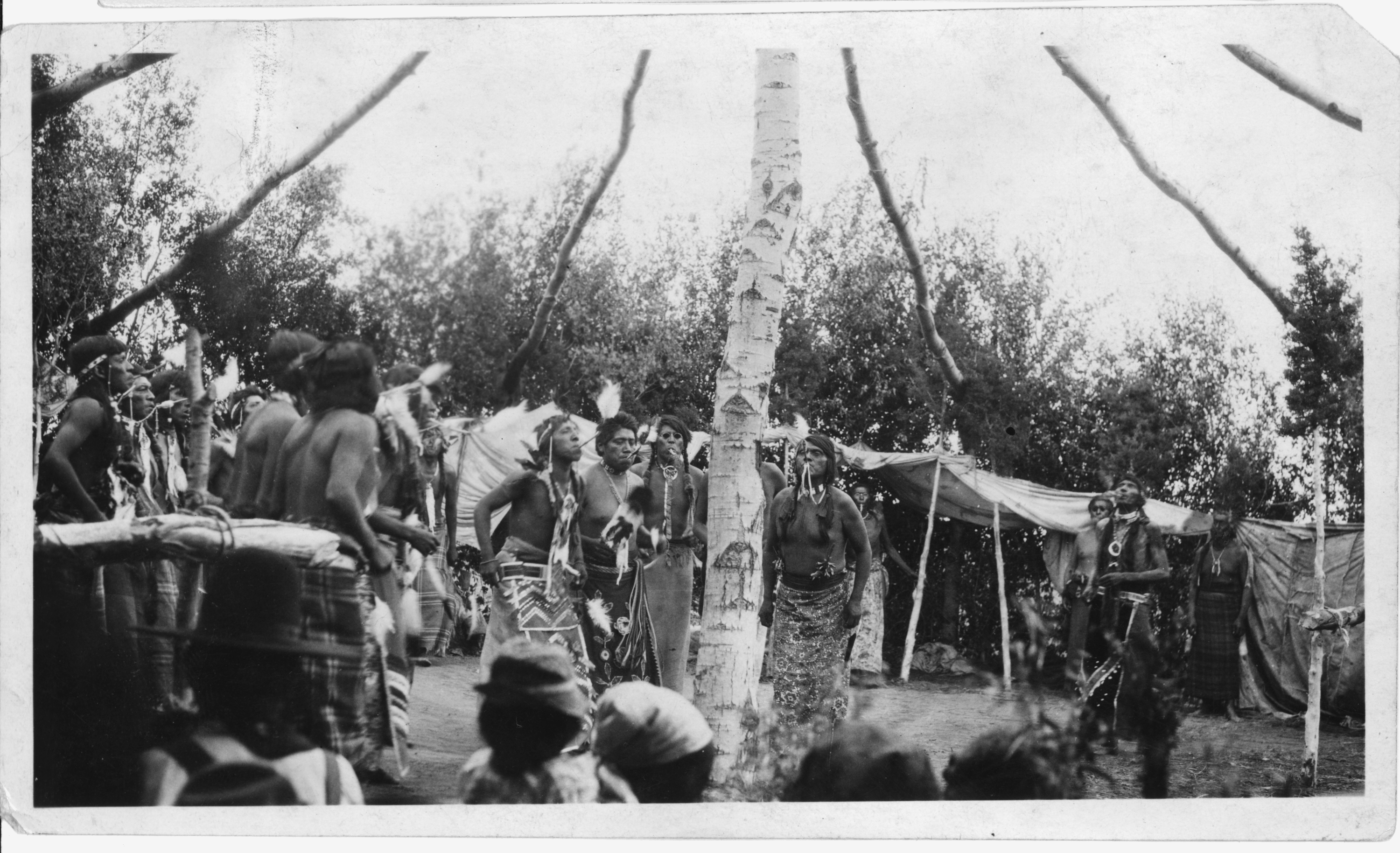
1925년 포트홀에서의 쇼쇼니족의 태양춤

태양춤 또는 선댄스(Sun Dance)는 미국의 일부 아메리카 원주민과 캐나다 원주민(주로 북미 대평원 원주민)이 행하는 의식이자 1890년 쇼쇼니족 출신의 아메리카 원주민 종교 내의 새로운 운동이다. 일반적으로 공동체가 함께 모여 치유를 위해 기도하는 일이 포함된다. 개인은 공동체를 대신하여 개인적인 희생을 한다.
유럽인이 아메리카 대륙을 식민지화하고 캐나다와 미국 정부가 수립된 후, 두 국가는 원주민 문화를 억압하고 다수의 영미 문화에 동화시키려는 법안을 통과시켰다.
태양춤은 태평양 북서부 사람들의 포틀래치와 마찬가지로 금지된 의식 중 하나였다. 캐나다는 1951년에 전체 의식의 시행에 대한 금지를 해제했다. 미국 의회는 1978년에 아메리칸 인디언 종교자유법(AIRFA)을 통과시켰다. 이 법은 기본적인 시민의 자유를 보호하고 아메리카 원주민, 에스키모인, 알류트족, 하와이 원주민의 전통적인 종교적 신념, 권리와 문화적 관습을 보호하고 보존하기 위해 제정되었다.